# Церква святого Миколая (Верхній Студений)
Церква святого Миколая (Верхній Студений) —  бойківська дерев'яна церква ПЦУ в селі Верхній Студений, Закарпатської області, Україна,  пам'ятка архітектури національного значення.

## Історія
Церква датована 1804 роком за написом на зрубі. На початку 1920-х років майстри з Мукачева за гроші Василя Фурдяника оббили її бляхою. В радянські часи церква охоронялась як пам'ятка архітектури Української РСР (№ 213). В 2018 році церква визнана об’єктом культурної спадщини національного значення, який внесено до Державного реєстру нерухомих пам’яток України (№ 070032). 11 лютого 2023 року громада перейшла до ПЦУ.

## Архітектура
Церква побудована з ялинових брусів. Характерною особливістю бойківського храму, який відтворено в церкві є її багатоступінчаті заломні верхи над всіма трьома частинами церкви: бабинцем, навою та вівтарем. Зруб нави квадратний найширий порівняно із зрубами бабинця та вівтаря. Зруби поєднані  методом "ластівчиний хвіст"  Навколо бабинця на ширину нави побудована ганок - галерея, яка огорожена стовбчиками, наразі засклена. Шатрові чотиригранні верхи бабинця і нави мають по п'ять заломів, а у вівтаря їх чотири. Дах та опасання, яке опоясує церкву покриті бляхою. Центральний дах має ліхтар з маківкою.

## Дзвіниця
Коло церкви побудована квадратна в плані двоярусна дерев’яна дзвіниця з шатровим завершенням, під яким на другому ярусі є аркові голосниці. Нижній ярус із зрубу, а верхній каркасний - вужчий. Опасання дзвіниці лежить на кінцях зрубу і опоясує її. Дах та опасання як і церква перекриті бляхою.

## Див також
- Свято-Михайлівська церква (Вишка);
- Церква святого Михайла (Ужок);
- Церква святого Миколая (Шевченківський Гай);
- Церква святого Юра (Дрогобич);
- Церква святого Миколая (Турка).